# Les Mémoires Blessées
Les Mémoires Blessées es el cuarto álbum de la banda francesa de Dark Wave Dark Sanctuary. Fue lanzado en marzo de 2004 bajo el sello Wounded Love Records. Su duración total es de 73:28. Este disco cuenta con la pista "Abre los Ojos" que fue grabado con partes de la letra en español, y con una obra en dos partes titulada "L'adieu á l'Enfant".

## Canciones
1. La Clameur du Silence (6:29)
2. Présence (5:15)
3. D'une Mère à sa Fille (6:05)
4. L'adieu à l'Enfant (1) (5:27)
5. L'adieu à l'Enfant (2) (5:12)
6. Abre los Ojos (4:40)
7. A quoi bon? (6:22)
8. Laissez moi Mourir (5:34)
9. L'emprisonnée (3:41)
10. Puisses-tu... (7:23)
11. L'instant Funèbre (4:52)
12. Perdition (7:21)
13. Les Mémoires Blessées (5:01)

- Datos: Q968427